# Astragalus aphananthos
Astragalus aphananthos är en ärtväxtart som beskrevs av I.Deml. Astragalus aphananthos ingår i släktet vedlar, och familjen ärtväxter. Inga underarter finns listade i Catalogue of Life.